# جسیکا راث
جسیکا راث نام کامل جسیکا روثنبرگ (انگلیسی: Jessica Rothe؛ زادهٔ ۲۸ مهٔ ۱۹۸۷) هنرپیشه اهل ایالات متحده آمریکا است. فارغ‌التحصیل شده از دانشگاه بوستون در سال ۲۰۰۹ با مدرک کارشناسی در هنرهای زیبا. وی از سال ۲۰۱۰ میلادی تاکنون مشغول فعالیت بوده‌است.
از فیلم‌ها یا برنامه‌های تلویزیونی که وی در آن نقش داشته‌است می‌توان به روز مرگت مبارک، دختر سخن‌چین، لا لا لند، لطفاً حاضر باش، عشقم برای همیشه، گرگ‌ها، دلالان بدن، پسر جهان را می‌کشد و روز مرگت مبارک ۲ اشاره کرد.